# Laura Ofelia Castro Golarte
Laura Ofelia Castro Golarte (Chihuahua, Chihuahua; 20 de mayo de 1964) es una periodista mexicana, dedicada a temas políticos y sociales; radica en Guadalajara, Jalisco desde 1969. Se ha destacado por su labor informativa y por sus contribuciones a través de sus publicaciones sobre hechos y personajes de la vida cultural, social y política del estado de Jalisco y de algunos otros personajes de distintas ciudades de la República mexicana. Actualmente es docente en el ITESO y realiza una estancia posdoctoral en El Colegio de Jalisco.

## Estudios
Estudió la carrera técnica de Ciencias de la Información en la Universidad Femenina de Guadalajara (1980-1983). Es licenciada en Estudios Políticos y de Gobierno por la Universidad de Guadalajara (UdeG). Maestra en Historia de México (UdeG), título que obtuvo con la tesis: “Ilustrados tapatíos y sus combates por la nación, 1821-1842. Investigación y análisis desde la historia conceptual” y doctora en Historia por la misma universidad. Se tituló con la tesis "Gachupines y rebeldes en la relación México-España 1808-1836".

## Carrera profesional
De sus actividades profesionales destacan sus participaciones en:
- Reportera en el periódico El Jalisciense.
- Programa "Más allá de la noticia" en Sistema Radio Juventud.
- Semanario Paréntesis.
- Periódico El Informador: de 1989 a 1992 reportera de la sección Local; fuentes: salud y educativa. De 1992 a 1994 reportera de la sección Local; fuente empresarial. De 1992 a 2021 fue columnista de la sección Editorial. De 2010 a 2021 la columna se tituló “Ciudad adentro”. De 1993 a 1997 fue editora de la sección Cultural. De 1997 a 2001, miembro de la Unidad Editorial para investigación periodística. De 1998 a 2010, miembro del equipo de editorialistas. De 1998 a 2001 (marzo) corresponsal en la Ciudad de México y reportera de temas especiales. De 2001 a 2002 (enero), jefa de la Unidad de Información en la ciudad de Guadalajara. De 2002 a 2005, editora de la sección Local y jefa de Información.
- Fue conductora y productora del programa “Buenas Noches Metrópoli” (revista periodística) en Radio Metrópoli, Grupo Unidifusión, del año 2005 al 2013. Coconductora y coproductora del programa “Forma y Fondo” (político) en Radio Metrópoli, Grupo Unidifusión del 2006 al 2013.
- De 2007 a la fecha, correctora de estilo del Centro Internacional de Casos del Sistema Tecnológico de Monterrey.

## Premios y reconocimientos
- En 1991 Mención honorífica en el Concurso de Reportaje de Comunicación Cultural, A.C.
- 1993 Primer lugar y el galardón Toltécatl en el género de reportaje por el trabajo "22 de abril, el primer año, el más difícil", en el concurso anual que organiza la asociación de periodistas de Jalisco, Comunicación Cultural.
- 1994 Premio estatal de Periodismo "Ernesto Corona Ruesga", género reportaje, por los trabajos publicados en un año, que otorgaba el Gobierno del Estado de Jalisco.
- 1996 Mención honorífica en el Salón de octubre que organiza anualmente la Secretaría de Cultura del Gobierno del Estado, en fotografía.
- 2008 (8 de marzo) Homenaje por “su trascendencia como líder, comunicadora y ejemplo a seguir en la escena pública de Jalisco” otorgado por el Club Toastmasters de Guadalajara.
- 2013 (15 de febrero) Recibe el Galardón de Jalisco a sus Mujeres en la disciplina de Comunicación por su trayectoria de 30 años de carrera periodística. El premio es otorgado por varias asociaciones civiles.

### Publicaciones
Libros
- Jalisco, sus hombres y nombres. El Informador, 1993 (biografías).
- Historia Viva de la Cámara Nacional de Comercio de Guadalajara, Canaco, 1994.
- Noticias del Fraile de la Calavera. Antonio Alcalde y Barriga[1] en Guadalajara, Canaco, 1998.
- Aprendiendo a votar.[2] Información básica rumbo a las elecciones del 2 de julio de 2006. Universidad de Guadalajara. 2006.
- Mariachi Nuevo Tecalitlán, una historia digna de contar,[3] Editorial Ilustra, 2016.
- Noticias del fraile de la calavera. Antonio Alcalde y Barriga en Guadalajara. Segunda edición actualizada. Cámara de Comercio, Servicios y Turismo de Guadalajara, 2021.
- Gachupines y rebeldes en un tiempo nuevo, México-España 1808-1836. Guadalajara: Universidad de Guadalajara, 2022.

Obras colectivas y artículos
- Guadalajara, historia de una vocación de Víctor Hugo Lomelí (q.e.p.d.). Segunda edición de la Cámara Nacional de Comercio de Guadalajara a propósito del 120 aniversario de la institución. 2008. Autora de la addenda de esta segunda edición.
- “Ilustrados tapatíos y sus combates por la nación, 1821-1842. Investigación y análisis desde la historia conceptual” en Hugo Torres Salazar (coord.) Miradas historiográficas desde el Occidente de México. Generación 2014-2016. México: Universidad de Guadalajara, 2017, pp. 105-139.
- "Fray Antonio Alcalde, la instrucción elemental” en Utopía y acción de fray Antonio Alcalde. México: Universidad de Guadalajara, 2018, pp. 101-107.
- “Hasta donde tope…” en Martha Cerda (coord.) México hoy. Centros PEN de México, Guadalajara y San Miguel de Allende. (México: La Zonámbula), 2018, pp. 34-42.
- “Combates por la nación... un desafío metodológico” en Leticia Ruano, Óscar Ramón López Carrillo y Claudia Gamiño Estrada (coords.), Metodología e investigación de enfoques y construcciones empíricas. (México: Universidad de Guadalajara), 2019, pp. 266-281.

- “Nación mexicana: enigma e identidad” en Hegemonia-Revista Electrônica del Programa de Mestrado em Direitos Humanos, Cidadania e Violência/Ciência Política do Centro Universitário Unieuro. ISSN: 1809-1261. UNIEURO, Brasilia, número 30 (Especial), 2020, pp. 109-133. Disponible en: Hegemonia
- “Ellos ¿o quiénes?” en Letras desde el encierro. Antología Digital (Puerto Rico: PEN de Puerto Rico Internacional), 2021, pp. 149-150.
- “Consumación de la independencia, constelación de acontecimientos irreversibles”, Estudios Jaliscienses. Núm. 126, noviembre de 2021. México: El Colegio de Jalisco, pp. 27-44.

## Cultura y fotografía
- Presidió el comité Organizador del Primer Seminario de Periodismo Cultural en la ciudad de Guadalajara, auspiciado por Comunicación Cultural, 1990.
- Organizó tres concursos de cuento y novela política en el Departamento de Estudios Políticos y de Gobierno de la Universidad de Guadalajara en 1995 y 1996.
- En enero de 2001 expuso la muestra de fotografía "Rituales" en el Hotel Westin Regina de Puerto Vallarta, Jalisco.
- De febrero a julio de 2001 realizó la exposición “Universos Secretos” en el Museo del Cuale del Instituto Nacional de Antropología e Historia. Puerto Vallarta, Jalisco.
- Expuso en mayo de 2001 la muestra fotográfica “Caravana”, una serie de fotografías sobre la Caravana Zapatista, Museo del Periodismo. Guadalajara, Jalisco.

## Otros datos relevantes
A lo largo de 40 años de carrera periodística (19 de diciembre de 1983) ha cubierto actividades como
- Primera Reunión Cumbre Iberoamericana en 1991 y, ese mismo año, la Reunión de la Cuenca del Pacífico que tuvieron como sede la ciudad de Guadalajara.
- En 1997, el Primer Congreso de la Lengua Española en la ciudad de Zacatecas y, de julio a noviembre, el proceso electoral del estado de Jalisco.
- En julio de 1998, las elecciones para gobernador en Zacatecas y en noviembre, los comicios para gobernador en el estado de Puebla.
- En noviembre de 1998 cubrió la visita a México del presidente francés Jacques Chirac;
- Enero de 1999, la cuarta visita de Juan Pablo II a México y en marzo, la del presidente estadounidense Bill Clinton a la ciudad de Mérida, Yucatán.
- En mayo de ese año, la Cumbre de Río en la Ciudad de México y los procesos electorales del estado de Hidalgo y del Estado de México.

- En el año 2000 cubrió el proceso electoral federal y las seis campañas presidenciales con la realización del trabajo especial de publicación semanal en El Informador "Días de Campaña", así como las actividades en el Instituto Federal Electoral y la jornada electoral del 2 de julio. El trabajo implicó entrevistas exclusivas a Manuel Camacho Solís, Cuauhtémoc Cárdenas Solórzano, Vicente Fox Quesada, Francisco Labastida Ochoa, Porfirio Muñoz Ledo y Gilberto Rincón Gallardo.

- Del 25 de febrero al 11 de marzo de 2001 cubrió la caravana zapatista desde San Cristóbal de Las Casas, Chiapas, hasta la Ciudad de México.

Es creadora de los conceptos de periodismo cívico (con base en la teoría del Centro Pew de Periodismo): "Reportero urbano", "Reportero rural", "La vida en las colonias" y "La vida en familia", que se publicaban en El Informador.[cita requerida]